# Son Suk-ku
Son Suk-ku (tiếng Hàn: 손석구; Phát âm tiếng Hàn: [son.sʌk̚.ku]; sinh ngày 7 tháng 2 năm 1983) là một nam diễn viên người Hàn Quốc. Anh được biết đến qua các vai diễn trong loạt phim truyền hình Matrimonial Chaos (2018), Designated Survivor: 60 Days (2019), Truy bắt lính đào ngũ (2021–2023), Nhật ký tự do của tôi (2022) và Nghịch lý kẻ sát nhân (2024), cũng như trong phim điện ảnh Nothing Serious (2021) và Ngoài vòng pháp luật 2 (2022).

## Đóng phim

### Phim điện ảnh
| Năm  | Tên phim               | Vai                     | Chú thích                                                 | Ref.        |
| ---- | ---------------------- | ----------------------- | --------------------------------------------------------- | ----------- |
| 2014 | Scarlet Innocence      | Casino henchman 2       |                                                           |             |
| 2016 | Black Stone            | First Lieutenant        |                                                           |             |
| 2017 | Wedding                | Sung-hoon               | Phim ngắn                                                 |             |
| 2019 | Hit-and-Run Squad      | Ki Tae-ho               |                                                           | [ 2 ]       |
| 2019 | Shimchung Girl         | Doctor                  |                                                           |             |
| 2021 | Nothing Serious        | Park Woo-ri             |                                                           | [ 3 ] [ 4 ] |
| 2021 | Unframed – Rebroadcast | Director, script writer | Phim ngắn                                                 | [ 5 ] [ 6 ] |
| 2022 | Ngoài vòng pháp luật 2 | Kang Hae-sang           |                                                           | [ 7 ]       |
| 2023 | It's Okay!             | Dong-wook               | Ra mắt tại BIFF trên Korean Cinema Today - phần Toàn cảnh | [ 8 ]       |
| 2024 | Troll Factory          | Im Sang-jin             |                                                           | [ 9 ]       |
| TBA  | Virus                  | Nam Soo-pil             | Xuất hiện đặc biệt                                        | [ 10 ]      |
| TBA  | Dreams                 | Dong-wook               |                                                           |             |

### Phim truyền hình
| Năm  | Tên phim                         | Vai                     | Chú thích                          | Ref.   |
| ---- | -------------------------------- | ----------------------- | ---------------------------------- | ------ |
| 2016 | Kidnapping Assemblyman Mr. Clean | Sang-chul's subordinate |                                    |        |
| 2018 | Mother                           | Seol-ak                 |                                    |        |
| 2018 | Suits                            | David Kim               |                                    |        |
| 2018 | Matrimonial Chaos                | Lee Jang-hyun           |                                    |        |
| 2019 | Designated Survivor: 60 Days     | Cha Young-jin           |                                    |        |
| 2019 | Be Melodramatic                  | Kim Sang-soo            | Xuất hiện đặc biệt (tập 10, 12–16) | [ 11 ] |
| 2021 | Jirisan                          | Lim Cheol-kyeong        | Xuất hiện đặc biệt (tập 6)         | [ 12 ] |
| 2022 | Nhật ký tự do của tôi            | Mr. Gu (Gu Ja-gyeong)   |                                    | [ 13 ] |

### Sê ri web
| Năm       | Tên                   | Vai           | Chú thích | Ref.          |
| --------- | --------------------- | ------------- | --------- | ------------- |
| 2017      | Siêu giác quan        | Thám tử Mun   | Mùa 2     |               |
| 2021–2023 | Truy bắt lính đào ngũ | Im Ji Seop    | Phần 1–2  | [ 14 ] [ 15 ] |
| 2022      | Big Bet               | Oh Seung Hoon |           | [ 16 ] [ 17 ] |
| 2024      | Nghịch lý kẻ sát nhân | Jang Nan Gam  |           | [ 18 ] [ 19 ] |

### Xuất hiện trong video âm nhạc
| Năm  | Tựa bài hát    | Nghệ sĩ | Ref. |
| ---- | -------------- | ------- | ---- |
| 2019 | "Alone" (혼자) | Gummy   |      |

## Kịch
| Năm  | Tựa đề            | Tựa đề tiếng Hàn | Vai            | Ref.   |
| ---- | ----------------- | ---------------- | -------------- | ------ |
| 2023 | Đội quân trên cây | 나무 위의 군대   | Nhà tuyển dụng | [ 20 ] |

## Giải thưởng và đề cử
| Lễ trao giải                              | Năm  | Hạng mục                                                  | Cá nhân/ Tổ chức được đề cử                        | Kết quả   | Ref.   |
| ----------------------------------------- | ---- | --------------------------------------------------------- | -------------------------------------------------- | --------- | ------ |
| APAN Star Awards                          | 2022 | Giải thưởng xuất sắc, diễn viên phim truyền hình ngắn tập | Nhật ký tự do của tôi                              | Đề cử     | [ 21 ] |
| APAN Star Awards                          | 2022 | Giải thưởng Ngôi sao được yêu thích, Diễn viên            | Nhật ký tự do của tôi                              | Đề cử     | [ 22 ] |
| APAN Star Awards                          | 2022 | Giải Cặp đôi đẹp nhất                                     | Son Suk-ku (cùng Kim Ji-won) Nhật ký tự do của tôi | Đề cử     | [ 22 ] |
| Baeksang Arts Awards                      | 2019 | Nam diễn viên mới xuất sắc nhất - Phim điện ảnh           | Hit-and-Run Squad                                  | Đề cử     | [ 23 ] |
| Baeksang Arts Awards                      | 2019 | Nam diễn viên mới xuất sắc nhất - Phim truyền hình        | Matrimonial Chaos                                  | Đề cử     | [ 24 ] |
| Baeksang Arts Awards                      | 2023 | Nam diễn viên xuất sắc nhất - Phim truyền hình            | Nhật ký tự do của tôi                              | Đề cử     | [ 25 ] |
| Blue Dragon Series Awards                 | 2022 | Nam diễn viên phụ xuất sắc nhất                           | Truy bắt lính đào ngũ                              | Đề cử     | [ 26 ] |
| Brand of the Year Awards                  | 2022 | Nam diễn viên xuất sắc nhất                               | Son Suk-ku                                         | Đoạt giải | [ 27 ] |
| Buil Film Awards                          | 2022 | Nam diễn viên mới xuất sắc nhất                           | Ngoài vòng pháp luật 2                             | Đề cử     | [ 28 ] |
| Chunsa Film Art Awards                    | 2022 | Nam diễn viên phụ xuất sắc nhất                           | Ngoài vòng pháp luật 2                             | Đề cử     | [ 29 ] |
| Director's Cut Awards                     | 2022 | Nam diễn viên mới xuất sắc nhất trong phim                | Nothing Serious                                    | Đề cử     | [ 30 ] |
| Grand Bell Awards                         | 2022 | Nam diễn viên phụ xuất sắc nhất                           | Ngoài vòng pháp luật 2                             | Đề cử     | [ 31 ] |
| KBS Drama Awards                          | 2018 | Nam diễn viên mới xuất sắc nhất                           | Suits, Matrimonial Chaos                           | Đề cử     | [ 32 ] |
| Kinolights Awards                         | 2022 | Nam diễn viên của năm (trong nước)                        | Ngoài vòng pháp luật 2, Nhật ký tự do của tôi      | 2nd Place | [ 33 ] |
| Korean Association of Film Critics Awards | 2022 | Nam diễn viên mới xuất sắc nhất                           | Ngoài vòng pháp luật 2                             | Đoạt giải | [ 34 ] |

### Bài viết
| Nhà xuất bản | Năm  | Bài viết                              | Vị trí | Ref.   |
| ------------ | ---- | ------------------------------------- | ------ | ------ |
| Elle Japan   | 2022 | Top 16 diễn viên Hallyu xuất sắc nhất | 1      | [ 35 ] |
| Forbes       | 2023 | Korea Power Celebrity 40              | 7      | [ 36 ] |